# Lebucquiere Communal Cemetery Extension
Lebucquiere Communal Cemetery Extension is een begraafplaats gelegen in de Franse plaats Lebucquière (Pas-de-Calais). De militaire graven worden onderhouden door de Commonwealth War Graves Commission.
De begraafplaats telt 508 geïdentificeerde Gemenebest graven uit de Eerste Wereldoorlog.